# Puerto de Foncebadón
El puerto de Foncebadón es un puerto de montaña que une las comarcas de El Bierzo y la Maragatería (León, España) a través de la carretera LE-142, atravesando los montes de León. Alcanza una cota máxima de 1510  m s. n. m.

## Localización
Se localiza entre las localidades de Manjarín, a 1460 m s. n. m., por la carretera LE-142, y Foncebadón, a 1450 m s. n. m.

## Descripción de la ruta

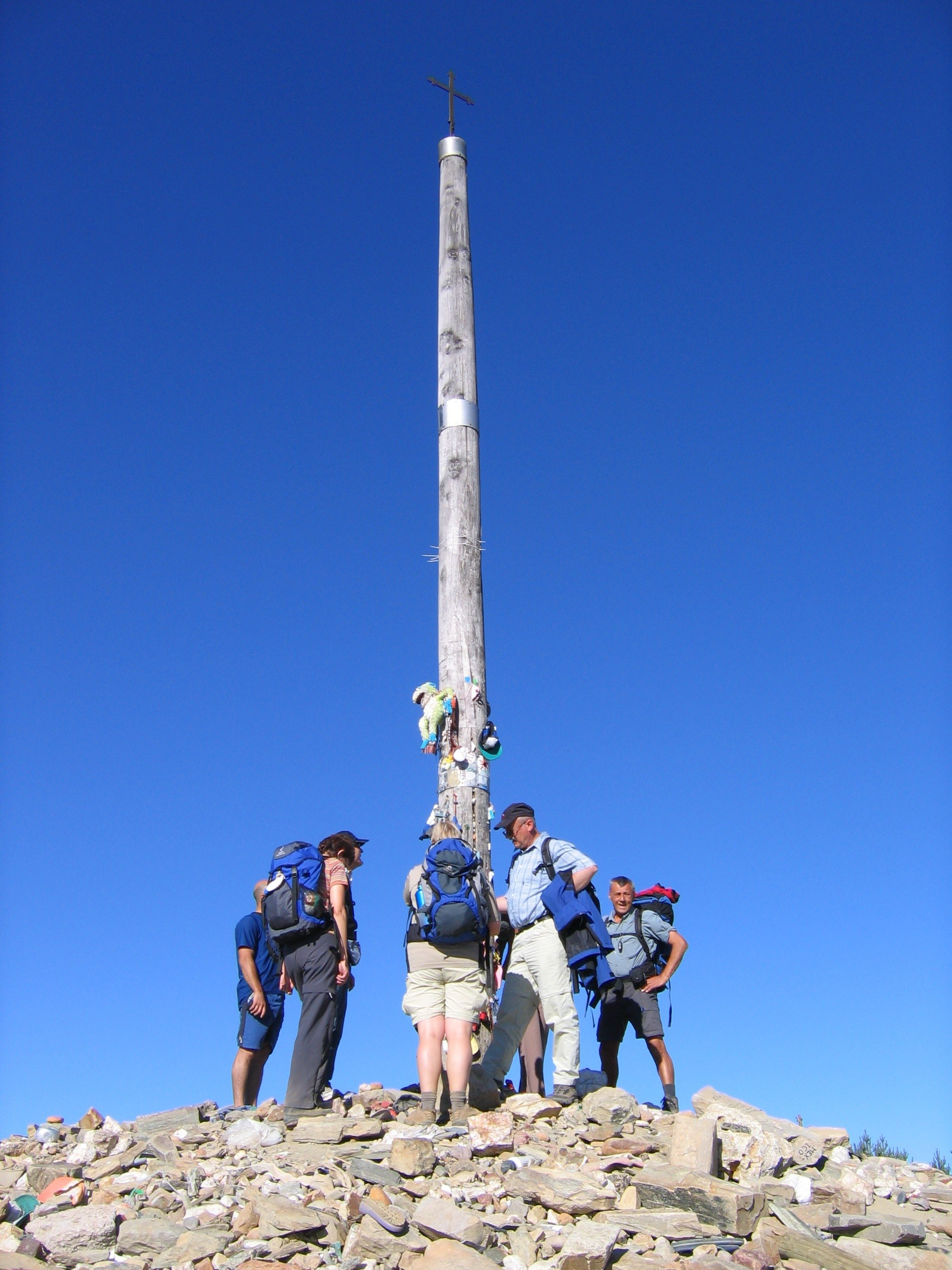
La Cruz de Hierro, en lo alto del puerto

La parte maragata del puerto es la más suave, representa el ascenso desde la meseta a los montes de León y salva un desnivel de 360 m. Partiendo de Rabanal del Camino atraviesa la localidad de Foncebadón, durante 5,7 km.
La parte berciana es más sinuosa, pues supone el ascenso desde cotas bajas hasta lo alto de los Montes, y plagada de curvas de herradura y rampas de importante desnivel. Teniendo en cuenta que el alto del puerto se suele considerar el límite de comarca, salva un desnivel de 915 m, partiendo de Molinaseca y pasando por Riego de Ambrós, El Acebo y Manjarín, durante 22,5 km.

## Características
Foncebadón es uno de los puertos de montaña más elevados de los Montes de León, discurre junto a un entorno de una gran riqueza de fauna y flora, además de miradores naturales de gran belleza paisajística. Desde su cima se puede observar asimismo el entorno natural de los Montes de León, en las cumbres más elevadas de este macizo. Desde su carretera parten diversas pistas y caminos forestales hacia estas elevaciones, convirtiendo la visita mucho más sencilla a cotas casi inaccesibles de otra forma. Su mirador principal: el del alto del puerto, situado en el límite comarcal, con una vista impresionante. También en las inmediaciones del límite entre provincias se accede por una pista otro mirador, con unas vistas privilegiadas de los Montes de León.

## Flora y fauna
La fauna en torno al puerto de Foncebadón es rica, los animales más característicos por estos montes son el corzo, el venado, el jabalí, la ardilla o el zorro. También el lobo hizo su aparición por estos pagos, pero está en claro retroceso. Entre las aves destacar el buitre leonado, el águila real y la perdiz, además de muchas otras especies animales de menor tamaño, roedores y reptiles.
La flora del entorno es rica en especies arbóreas como enebro, abedul, haya y roble albar, así como algún pinar de repoblación; matorrales como escobales, piornales y brezales, así como plantas y hierbas como el cardal, stellaria, calluna y helecho. El monte bajo también es rico en pastizales.